# Догана
Догана (итал. Dogana, таможня) — город в Сан-Марино, расположенный в составе города-коммуны Серравалле. Является самым населённым и северным в стране (7000 человек).

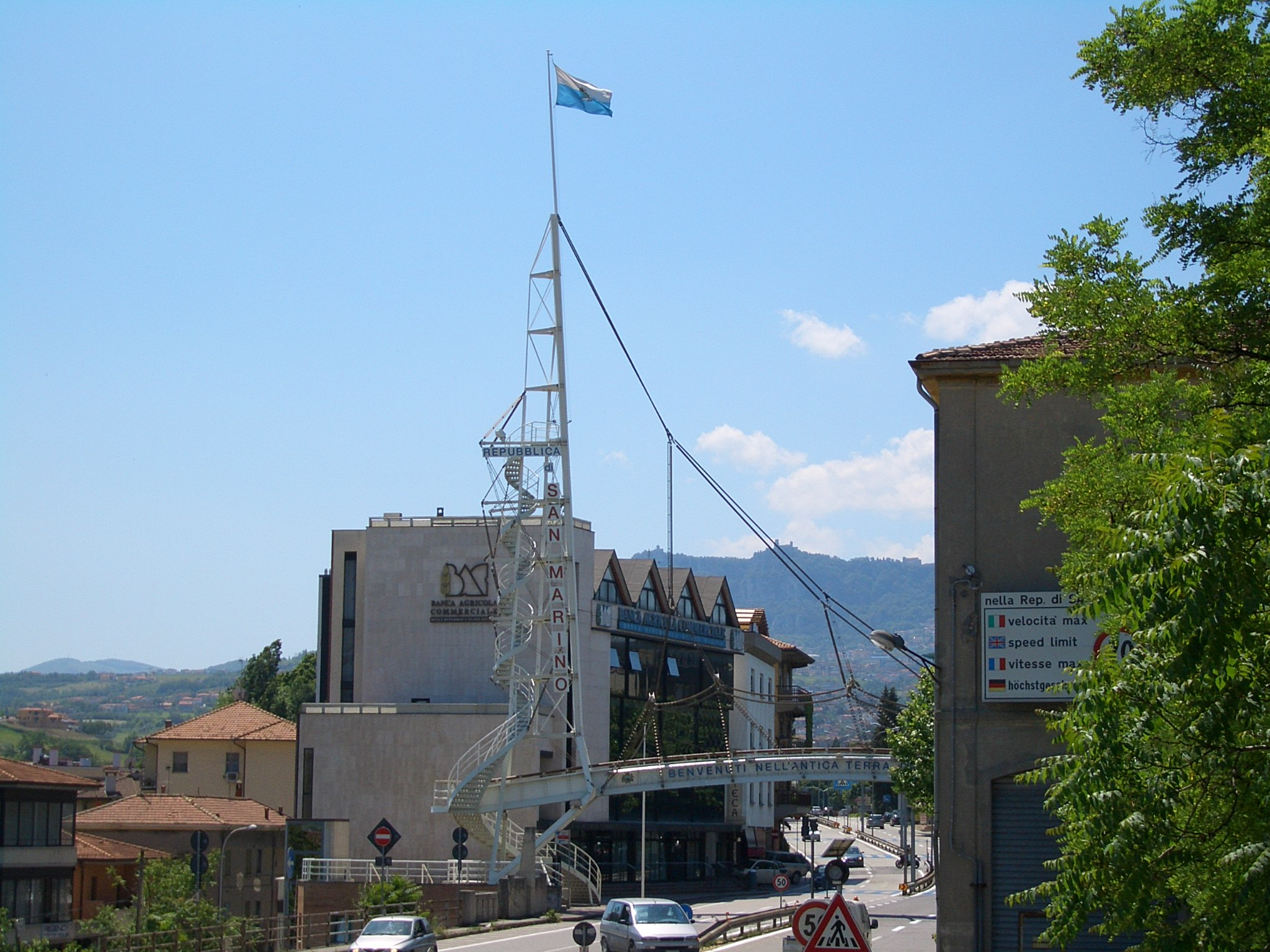
Пункт въезда в Сан-Марино

## География
Город расположен в северо-восточной части страны и является самым северным поселением Сан-Марино после Фальчано. Догана прилегает к границе с Италией, непосредственно в черте города соприкасаясь с приходом Черасоло коммуны Кориано. В городе находится пограничный пункт, досмотр на котором отменён.

## История

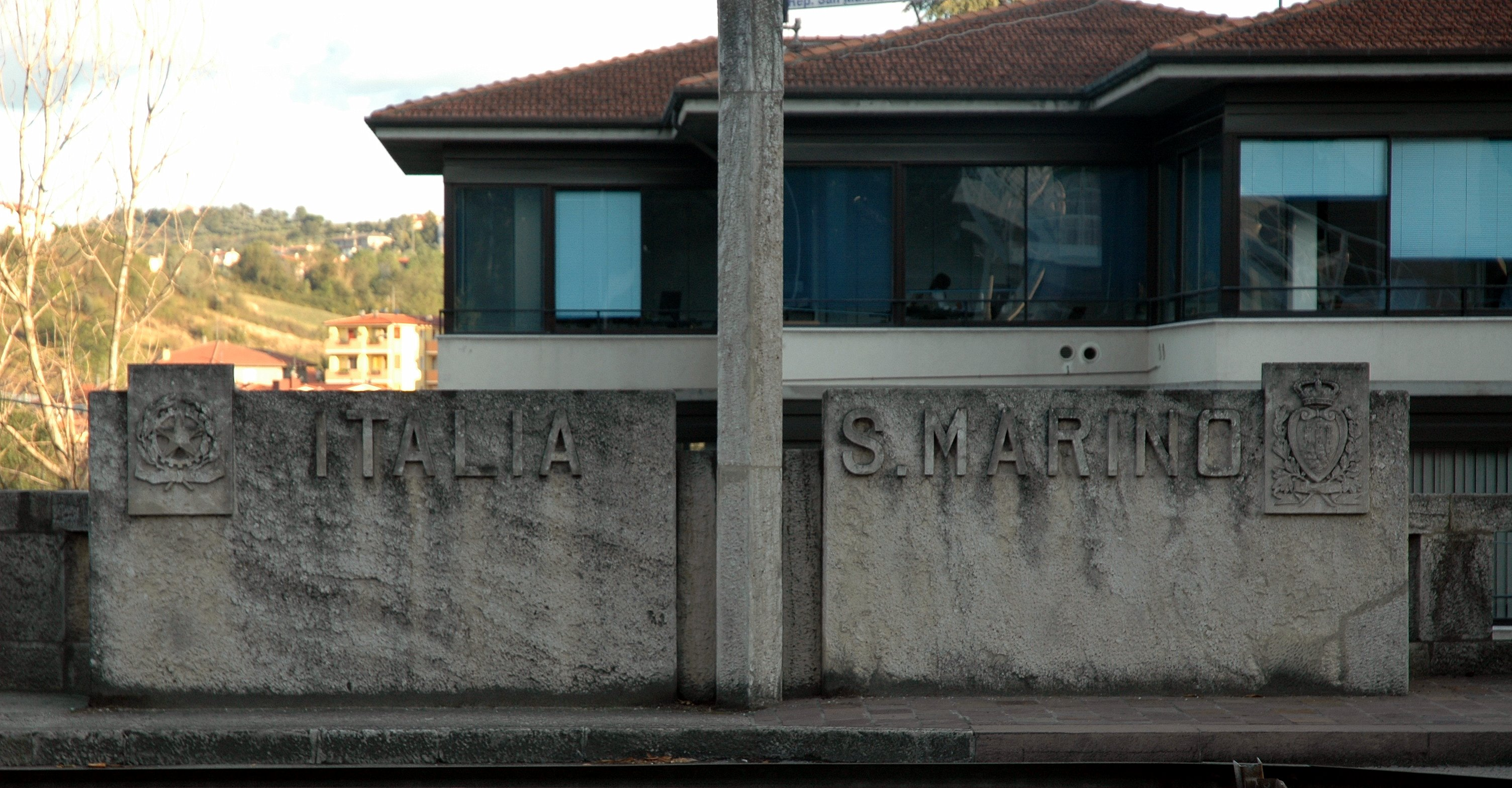
Граница между Сан-Марино и Италией

В 2006 Догана пыталась выделиться из состава Серравалле в отдельный город-коммуну (итал. castello, замок), однако в 2007 было принято решение сохранить действующее положение. Тем не менее, в Догане был учреждён отдельный от Серравалле почтовый индекс (47891 вместо 47899).

## Спорт
Местной футбольной командой является Ювенес-Догана. В городе находится Олимпийский стадион Сан-Марино.